# Sidsjön, Jämtland
Sidsjön är en sjö i Bräcke kommun i Jämtland och ingår i Ljungans huvudavrinningsområde. Sjön har en area på 3,07 kvadratkilometer och ligger 340 meter över havet. Sjön avvattnas av vattendraget Gimån.

## Delavrinningsområde
Sidsjön ingår i det delavrinningsområde (695684-146811) som SMHI kallar för Utloppet av Sidsjön. Medelhöjden är 374 meter över havet och ytan är 20,49 kvadratkilometer. Räknas de 11 avrinningsområdena uppströms in blir den ackumulerade arean 86,42 kvadratkilometer. Gimån som avvattnar avrinningsområdet har biflödesordning 2, vilket innebär att vattnet flödar genom totalt 2 vattendrag innan det når havet efter 242 kilometer. Avrinningsområdet består mestadels av skog (71 procent). Avrinningsområdet har 3,19 kvadratkilometer vattenytor vilket ger det en sjöprocent på 15,6 procent.